# Mesure d'un ensemble
Cet article court présente un sujet plus développé dans : Mesure (mathématiques).
Étant donné un espace mesuré {\displaystyle (X,{\mathcal {A}},\mu )}, pour {\displaystyle S} ensemble mesurable (c'est-à-dire pour {\displaystyle S} partie de {\displaystyle X} appartenant à la tribu {\displaystyle {\mathcal {A}}}), on appelle mesure de {\displaystyle S} la valeur {\displaystyle \mu (S)} (c'est donc un élément de {\displaystyle \scriptstyle [0,+\infty ]}).
Cette notion généralise des notions élémentaires : longueur d'un intervalle en dimension 1, aire en dimension 2, volume en dimension 3.